# Lorazepam
Lorazepam (INN, systematický název (RS)-9-chlor-6-(2-chlorfenyl)-4-hydroxy-2,5-diazabicyklo[5.4.0]undeka-5,8,10,12-tetraen-3-on), známý i pod obchodními značkami Ativan a Temesta, je vysoce potentní krátko- až střednědobě působící benzodiazepin (z podskupiny 3-hydroxybenzodiazepinů), disponující anxiolytickým, amnestickým, sedativním, hypnotickým, antikonvulzivním a myorelaxačním účinkem. Používá se ke krátkodobé léčbě úzkosti, nespavosti, křečí včetně status epilepticus a pro sedaci hospitalizovaných a agresivních pacientů.